# Fontaine de Saint-Brieuc
La Fontaine de Saint-Brieuc  est située  au bourg de  Cruguel dans le Morbihan.

## Historique
La fontaine est construite au XVIIe siècle.
La fontaine fait l’objet d’une inscription au titre des monuments historiques depuis le 29 mars 1935.
La fontaine est détruite le 23 février 2020 lorsqu'une voiture percute le monument et termine dans le bassin. Elle est reconstruite entre février et juillet 2021, avant l'inauguration programmée le 23 octobre 2021.

## Architecture
La fontaine se présente comme un édicule avec niche précédée de deux pilastres supportant un fronton triangulaire surmontée d'une croix. Quatre marches permettent d'accéder à la piscine en contrebas.